# Яструб малий
Яструб малий (Accipiter nisus) — вид невеликих хижих птахів родини яструбових (Accipitridae). В Україні гніздовий, мігруючий, зимуючий вид.
Цей вид мешкає переважно в лісових місцевостях і поширений практично по всій Євразії. Його здобиччю є птахи малої і середньої величини.

## Назви
Яструб малий має також інші синонімічні назви:
- яструб гороб'ятник[2];
- перепелятник, гороб'ятник[3];
- крогулець[4].

## Зовнішній вигляд
За виглядом подібний до великого яструба, проте значно менший (самець — із свійського голуба, самка — приблизно з сіру ворону). Маса тіла 150—300 г, довжина — 28-38 см, розмах крил 60-75 см. Самець зверху темно-сизий; лоб буруватий; над оком нерідко буває білувата «брова»; на потилиці нечітка біла пляма; горло сірувато-біле; щоки руді; низ сірувато-білий або рудуватий, з рудими або бурими поперечними смугами; боки тулуба руді; махові пера зі споду білуваті, з темною поперечною смугастістю; на хвості 4-5 темних смуг; дзьоб темно-сірий; восковиця і ноги жовті; райдужна оболонка ока жовтогаряча.
У дорослої самки білі «брови» часто з'єднуються з білуватою плямою на потилиці; низ білий, з поперечною темно-бурою смугастістю. Молодий птах подібний до дорослої самки, але пера верху і покривні пера вух бурі, зі світлою облямівкою; на волі краплеподібні плями; на решті низу широкі рудувато-бурі поперечні смуги; райдужна оболонка ока жовта.

## Чисельність
Чисельність в Європі оцінена в 340—450 тис. пар, в Україні — 4,5—7,6 тис. пар. Унаслідок застосування пестицидів у середині 20 століття чисельність малих яструбів досягла історичного мінімуму, проте з тих пір його популяція частково відновилася.

## Особливості біології
Звичайний осілий вид. Полює в лісах, на відкритих просторах, часто на території населених пунктів, зокрема у великих містах. Гніздиться в лісових масивах, байрачних лісах, рідколіссі, лісосмугах, парках.
Раціон складається майже повністю з невеликих птахів. Дуже рідко охоплює дрібних ссавців і комах.

## Гніздова біологія

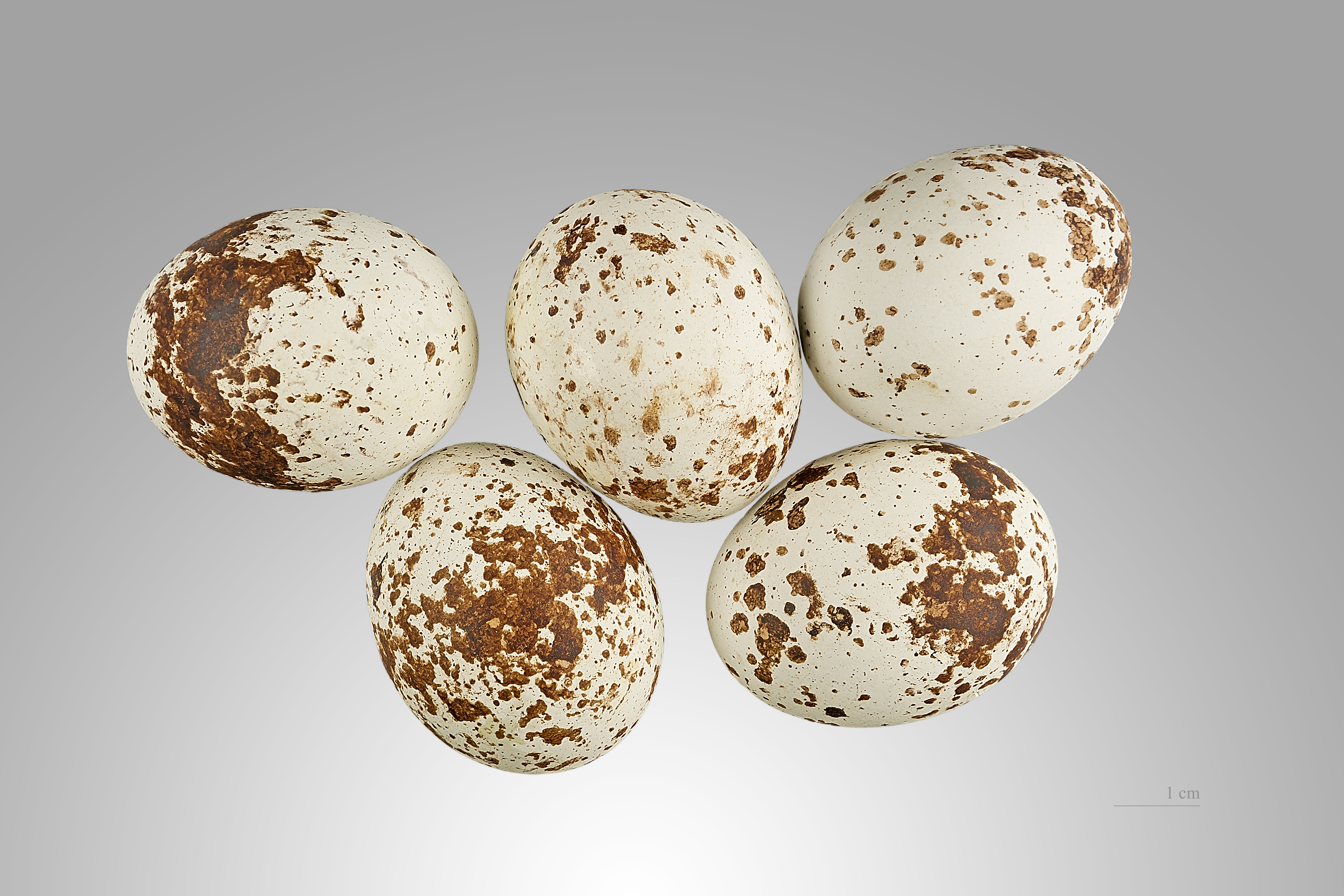
Яйця малого яструба

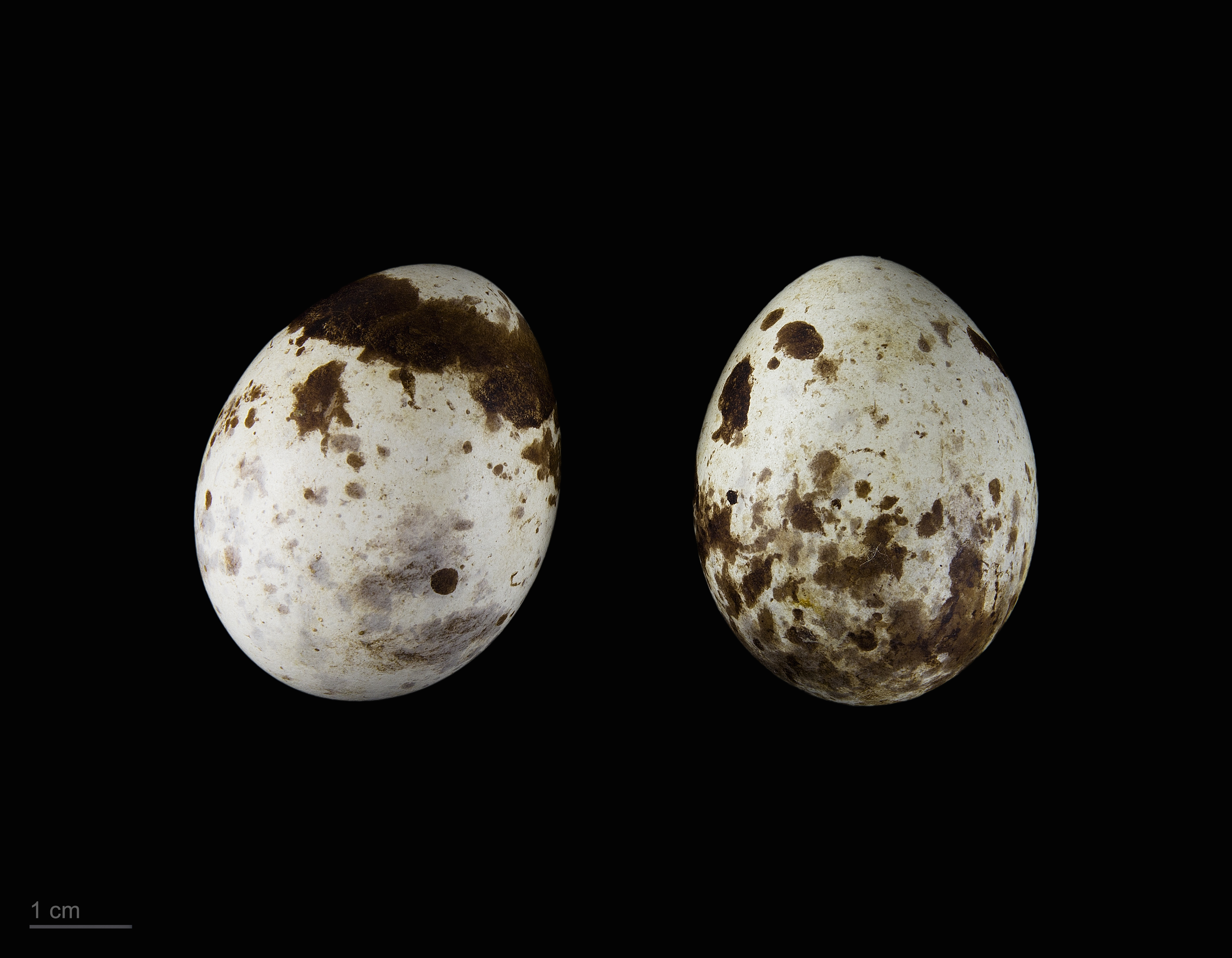
Яйця Accipiter nisus punicus (Тулузький музей)

Більшість гнізд яструба малого розташовується на доволі молодих хвойних, рідше листяних деревах, висотою 10-18 м, в середньому 12 м. Гніздо зазвичай знаходять на висоті 3-15 м, у середньому 5 м. Гніздо пухке, зроблене з тонких гілочок, часто з травою. Розмір гнізда: діаметр 30-50 см, висота 10-35 см, діаметр лотка 20-40 см, глибина лотка 5-15 см. Від гнізд інших дрібних яструбів відрізняється відсутністю вистилки зі свіжого листя і хвої та відсутністю зелених гілок на гнізді.
У кладці — 3-7, найчастіше 4-6 яєць. Забарвлення яєць біле з плямами і крапками від світло-бурого до червоно-бурого кольору. Розміри яєць 37—43 х 30—33 мм. Інкубація триває 32 доби. Пташенята вилуплюються наприкінці червня — на початку липня. Здатність до польоту молоді птахи набувають у першій половині серпня.